# عبدالرحمن فتح ليبلي
عبد الرحمن فتح ليبيلي (بالروسية: Абдулрахман Фаталибейли-Дудангинский)، من مواليد 12 يونيو 1908، أغتيل بتاريخ 22 نوفمبر 1954 في ألمانيا الغربية، كان عسكرياً وسياسياً أذرياً، انضم للجيش الأحمر السوفيتي، ثم أصبح متعاوناً مع الرايخ الألماني الثالث، وبعد الحرب العالمية الثانية، عين مستشاراً عسكرياً للعرب في حرب فلسطين عام 1948.

## اغتياله
عثر عليه مشنوقاً بتاريخ 22 نوفمبر 1954 في ألمانيا الغربية، واشتبه بأن المخابرات السوفيتية وراء اغتيال عبدالرحمن.